# توماس بروملي
كان السير توماس بروملي (1530- 11 أبريل 1587) محاميًا وقاضيًا وسياسيًا عاش في القرن السادس عشر، وأسس نفسه في منتصف فترة حكم الملكة تيودر، وبرز في عهد إليزابيث الأولى. استلم منصب المحامي العام واللورد المستشار على التوالي في إنجلترا. ترأس محاكمة ماري ملكة اسكتلندا، وتوفي بعد ثلاثة أشهر من إعدامها.

## اللورد المستشار

### التعيين
خلف بروملي السير نيكولاس بيكون، الذي توفي في 20 فبراير 1579. كان بيكون اللورد حارس الختم العظيم، ومُنح جميع صلاحيات اللورد المستشار عند تنصيبه، ولكن ليس المنصب بحد ذاته أبدًا، ربما بسبب أصوله المتواضعة نسبيًا. أرسلت الملكة بورلي وإيرل ليستر، المنافسين الرئيسيين لاهتمامها، إلى يورك هاوس، مقر إقامة اللورد الحارس، لجمع ختم المملكة العظيم من الليدي بيكون. أخذت الملكة الختم في عهدتها، وأعطته إلى بورلي أو ليستر بالتناوب، مع استبدال فرنسيس والسينغهام عندما كان ليستر بعيدًا.
يعود سبب التأخير في الغالب إلى الجدل الداخلي والمناورات حول الخلافة. كان غيلبرت جيرارد قد تولى منصب المدعي العام في عام 1559، بعد تتويج الملكة فورًا، وذكر أحد الأعراف حينها أنه كان محاميها في عهد ماري. كان أبرز من بروملي من جميع النواحي، فكان محامٍا مرموقًا ومحترمًا للغاية يتمتع بخبرة كبيرة. يذكر كامبل أنه كان «محرِجًا وغير مريح في حديثه وطريقته، ولا يُعد مناسبًا لمثل هذا المكان من التمثيل والكرامة». عُرِف جيرارد بموثوقيته المؤكدة، وبأنه كان على علاقة جيدة مع عصاة الكاثوليك الإنجليز في مسقط رأسه لانكشاير، وكانت زوجته وبناته من الكاثوليك. بدا أن بروملي لم يكن منزعجًا تمامًا من المخاوف الأيديولوجية واللاهوتية، وكان سعيدًا بالتأكيد بالتحالف مع التجمع البروتستانتي الأكثر راديكالية حول ليستر. 
حصل أيضًا على دعم من فارس الهيكل الداخلي كريستوفر هاتون، وهو أحد رجال الحاشية المثقل بالديون بشكل كبير، والذي شد انتباه الملكة. ذكر السفير الإسباني برناردينو دي ميندوزا أن ليستر وهاتون أوصيا ببروملي، على أمل استخدامه كمؤيد للزواج المقترح للملكة من فرانسيس دوق أنجو، والذي كان متعاطفًا مع قضية الهوغونوتيون. كان تعزيز التحالف بالمال واضحًا، إذ وعد بروملي كلًا من ليستر وهاتون بمعاش تقاعدي. عُيِّن بروملي حسب الأصول حارس الختم العظيم واللورد المستشار محل جيرارد، وعوِّض الأخير بعد ذلك بعامين بمنصب رئيس محكمة الاستئناف. حصل بروملي على لقب فارس في مايو 1579.

### قضايا مهمة
لعب بروملي دورًا مهمًا في الحصول على حكم في قضية شيلي في عام 581، والتي بقت قضية رائدة في قانون الملكية لقرون، على الرغم استبدالها بالتشريع. كان الدافع المباشر لذلك سياسيًا، وذلك على الرغم من قبول الحكم بشكل عام إلى جانب دور بروملي فيه. تعود جذور القضية إلى أكثر من 30 عامًا، إذ توفي السير ويليام شيلي، مشتري العقارات المعنية في عام 1549، فأمرت الملكة بروملي بتجميع القضاة لإصدار حكم نهائي، وكان المدعى عليه البروتستانتي الملتزم والناجح، هنري شيلي، وريتشارد شيلي، مؤجر المدعي، الذي سُجن ككاثوليكي في العام السابق.
استُشهِد بقضية توماس نايفت في عام 1582 عمومًا كمثال على استقلالية بروملي في الحكم في العديد من القضايا. كان نايفت أحد المقربين من الملكة، وكان رجلًا نبيلًا في منزل الملكة الخاصة لمدة عشر سنوات على الأقل. قتل نايفت وكيل إدوارد دي فير، إيرل أكسفورد السابع عشر، وبررت لجنة التحقيق تصرفه بأنه دفاعًا عن النفس، وتقدم إلى بروملي للحصول على لجنة خاصة لتبرئته في جلسة خاصة. ضغط هاتون أيضًا على بروملي «لإرضاء الملكة في هذه القضية». رفض بروملي إلزامهما، مشيرًا إلى أن نايفت ربما لا يزال منفتحًا على استئناف جناية. تمسك بموقفه، على الرغم من استياء الملكة، وبرر نفسه فيما بعد كتابيًا.

### القضايا السياسية والدستورية
دُعي بروملي لتسوية عدد من الأمور البرلمانية الهامة. أخبر ريتشارد بروتون، أحد أعضاء ستافورد، البرلمان في عام 1581 أن زميله، توماس بورسلو، ربما اتُهم بارتكاب جناية. كتب بروملي إلى مجلس العموم مدعيًا أنه تعرض لضغوط لإصدار أمر بإجراء انتخابات فرعية. رفض بروملي ذلك في حال عدم إدانة العضو أو حتى إدانته، وهو قرار رحب به مجلس العموم.
اتصل ممثلو مجلس العموم ببروملي في 16 يناير من العام التالي للحصول على المشورة بسبب وفاة رئيس مجلس العموم، روبرت بيل، وهو على رأس منصبه. أبلغ بروملي مجلس اللوردات، وتقرر إرسال وفد من المجلسين لرؤية الملكة. صدرت بعدها تعليمات بروملي لإخبار مجلس العموم بانتخاب رئيس جديد لأنفسهم؛ مع تحذيرهم بأنهم لن «يتدخلوا في أي مسألة تمس شخص صاحبة الجلالة أو ممتلكاتها أو حكومة الكنيسة». انتخب المجلس السير جون بوفام، ولكنهم لم يلتفتوا تمامًا لتحذير بروملي. استبعد بروملي في خطابه الختامي من شكر الملكة هؤلاء النواب الذين «تعاملوا بتهور في بعض الأمور أكثر مما كان مخصصًا لهم».
استشارت الملكة بروملي بشأن زواجها المقترح من دوق أنجو في عام 1582، وهو ما عارضه هو وفصيل ليستر. شدد بروملي على أن البرلمان يتوقع من الملكة أن تحسم مسألة الخلافة إذا تزوجت من كاثوليكي، وهو ما كانت مترددة في فعله.

### الأوسمة والمنفعة
وصل بروملي إلى ذروة قوته وتأثيره، وحصد كل من الهيبة والثروة التي لم تكن جميعها من مصادر قضائية. حصل في عام 1580 على ترخيص لاستيراد 200 حزمة من الصوف سنويًا من أيرلندا، وهي فرصة عززت ميله الطبيعي للوقوف مع مدن شروبشاير ضد مطالبات تشستر الاحتكارية. قدم له دريك في العام التالي هدية من صفيحة ذهبية إسبانية استولى عليها عند عودته من الإبحار حول الأرض. كان قادرًا على استخدام نفوذه مع الملكة لإحباط محاولات نقل إنتاج القماش من الصوف الويلزي إلى ويلز ونقله إلى تشيستر في عام 1582؛ وحصل على موافقة التجار والبلديات في شروزبري وأوسويستري، الذين كان لديهم حصة أكبر ليخسروها من التغييرات المقترحة. 
أوصى مجلس شروزبري بالاجماع بقطعة من صفيحة بلغ وزنها 20 ماركية (مارك: وحدة قياس وزن الذهب والفضة) تقديرًا لدعمه السياسي. حصل في عام 1585 على الحق في منح تراخيص للألناج (فحص وقياس القماش الصوفي بالإيل)، أو الإشراف على نوعية القماش الصوفي، وهو منصب ذو منفعة متبادلة له ولحلفائه الإقليميين.
تمثل التكريم الأكاديمي الكبير الذي مُنح لبروملي في عام 1585 في تعيينه نائبًا لرئيس جامعة أكسفورد، خلفًا لإيرل ليستر، الذي كان في طريقه إلى رحلته الاستكشافية إلى هولندا.
سمحت المنح والمشتريات الملكية لبروملي ببناء محفظة استثمارية عقارية كبيرة عبر موطنه الأصلي شروبشاير، والمقاطعات المجاورة في ورشسترشاير ومونتغمريشاير. سُجِّل في تاريخ المدينة أن إليزابيث الأولى منحت قصر غريت مالفرن في مالفرن بورشسترشاير للسير توماس، وظل في حوزة عائلته لعدة أجيال حتى باعه اللورد ماونتفورت في حوالي عام 1740. يؤكد تاريخ مقاطعة فيكتوريا أن قصره كان مُلكية رهبانية سابقًا، وينتمي في الأصل إلى دير غريت مالفرن، وأن جون لوملي، بارون لوملي الأول، هو من استرجه، وانتقل إلى ابن اللورد المستشار السير هنري بروملي، وذلك على الرغم من تسجيل التاريخ في عام 1586 في فترة حياة توماس.
لم يكن هناك تفاصيل واضحة، ولكن يبدو أن الملكة أعطته لبروملي كمكافأة لخدمته المخلصة والوافية. منحت الملكة قصر ويك إبيسكوبي، الذي كان سابقًا مُلكًا لأسقف وورسيستر، كما يوحي الاسم، بالتأكيد إلى بروملي في عام 1586، وسُجِّل له تاريخًا مماثلًا بعد ذلك. كان لقرية هولت، في تلال مالفرن، تاريخًا متقلبًا حيث قُسِّمت الممتلكات. حصل بروملي على جزء منها كتسوية لزواج توماس فورتيكيو، شقيق زوجته، وجزء أخر عن طريق الشراء المباشر من أنتوني بورن، ابن جون بورن. واجه مالك الأرض معاناة كبيرة بسبب عنفه ومغامراته الزوجية وعدم موثوقيته السياسية، فاضطر بورن لبيع العديد من العقارات إلى بروملي. أكمل السير هنري بروملي، نجل اللورد المستشار، الاستحواذ على هولت حتى أصبحت مقرًا للعائلة.

### المؤامرات
ظهرت موجة أخرى من المؤامرات ضد النظام في ثمانينات القرن الخامس عشر، وتركزت على ماري ملكة اسكتلندا. قُبِض على هنري بيرسي، إيرل نورثمبرلاند الثامن، في أعقاب مؤامرة ثروك مورتن في عام 1583 للاشتباه في التواطؤ، ولكن أطلق سراحه لاحقًا. أُعيد اعتقاله وسجنه في برج لندن بعد الاتصال بالسفير الفرنسي، إذ عُثر عليه ميتًا في زنزانته في 21 يونيو 1585. شُكِّلت لجنة تحقيق على شكل اجتماع للنبلاء في غرفة الملكة بعد ثلاثة أيام. أعلن بروملي عن انتحار نورثمبرلاند بعد مشاركته في مؤامرة، وذلك على الرغم من وجود شكوك في أنه قُتل.
انعقد البرلمان لمواجهة قضية الملكة الاسكتلندية بشكل خاص في 23 نوفمبر 1585. كانت هناك صعوبات قانونية متأصلة في محاكمة ماري أمام مجلس اللوردات، لأنها لم تكن نبيلة إنجليزية، ولأن المحاكمة الجنائية العادية ستؤدي إلى صعوبات سياسية في الخارج. أعلن بروملي عند الافتتاح مشروع قانون ينص على محاكمة ماري باستخدام محكمة خاصة تضم ما لا يقل عن 24 من النبلاء والمستشارين الخاصين. تحول المشروع المقترح إلى قانون خلال وقت قصير.
شارك بروملي في سبتمبر 1586 بنشاط في استجواب ومحاكمة أنتوني بابينغتون ورفاقه، الذين هدفت مؤامراتهم لاغتيال إليزابيث وتنصيب ماري بعلمها. تحرك بروملي في الشهر التالي، بعد إعدام المتآمرين، لعقد محكمة لمحاكمة ماري لوحدها.